# Gaetano Campanile Mancini
Gaetano Campanile Mancini (Napoli, 26 giugno 1868 – Roma, 25 luglio 1942) è stato un giornalista, sceneggiatore e regista italiano, padre di Achille Campanile.

## Biografia
Figlio di Achille Campanile senior e di Elena Mancini, di origini casertane dopo la laurea in lettere e giurisprudenza iniziò a collaborare con Il Mattino e poi a La Tribuna, dove svolse attività di resocontista parlamentare dopo essere stato corrispondente da Tunisi per un periodo.
A partire dal 1917 si dedicò al cinema, dapprima per la Tiber Film, e poi per la Palatino Film come soggettista e sceneggiatore. Fu anche regista di un solo film. Era sposato con Clotilde Fiore, di origini toscane, della quale rimase vedovo nel 1924. Dei suoi cinque figli, oltre ad Achille, anche Vincenzo, con il nome Vincenzo Rovi, fu sceneggiatore cinematografico tra il 1941 e il 1952 per una quindicina di pellicole. Il quarto figlio, Isidoro (1902-1924), sottotenente di artiglieria, morì tragicamente a 22 anni cadendo da una scala mentre cambiava una lampadina, fratturandosi la base cranica.

## Filmografia

### Regista
- Saper amare (1919) – anche sceneggiatura

### Sceneggiatore
- La fibra del dolore, regia di Baldassarre Negroni (1918)
- La fiamma e le ceneri, regia di Giulio Antamoro (1918)
- I due volti di Nunù, regia di Alfredo De Antoni (1918)
- La signora dalle rose, regia di Diana Karenne (1919)
- La vergine folle, regia di Gennaro Righelli (1919)
- Il bacio di Dorina, regia di Giulio Antamoro (1919)
- Appassionatamente, regia di Georges-André Lacroix (1919) – soggetto
- Il tuo rivale, regia di Enrico Roma (1920)
- Ave Maria, regia di Diana Karenne e Memmo Genua (1920)
- Il volto di Medusa, regia di Alfredo De Antoni (1920)
- Il figlio di Madame Sans Gêne, regia di Baldassarre Negroni (1921)
- Le braccia aperte, regia di Carmine Gallone (1922)
- Valle santa, regia di Mario Gargiulo (1928)
- La grazia, regia di Aldo De Benedetti (1929)
- Assunta Spina, regia di Roberto Roberti (1930)
- L'ultimo dei Bergerac, regia di Gennaro Righelli (1934)
- Animali pazzi, regia di Carlo Ludovico Bragaglia (1939)
- Ecco la felicità!, regia di Marcel L'Herbier (1940)
- Miseria e nobiltà, regia di Corrado D'Errico (1940)
- I due Foscari, regia di Enrico Fulchignoni (1942)